# Хадт
Хадт (или Хадф) — деревня в провинции Эль-Бурайми Султаната Оман. Является кондоминиумом Омана и ОАЭ (эмирата Аджман, а именно — его эксклава Масфут).
Соглашение, определяющее статус района Хадт, было подписано в Салале 26 апреля 1960 года султаном Саидом бин Таймуром, а в Аджмане 30 апреля 1960 года шейхом Рашидом бин Хумаидом Аль-Нуайми, правителем Аджмана. Оно предусматривало некоторый совместный надзор в данном районе со стороны правителя Аджмана и шейхов под властью Маската. Это позволяло правителю Аджмана продолжать собирать закят (исламский налог). Правитель Аджмана, однако, не должен был вмешиваться в дела местных жителей, Бани кааб (ветвь Бану Кааб), которые управлялись шейхами, находившимися под властью Омана. Позже соглашение было расторгнуто.